# Gaspare Pasquali
Gaspare Pasquali (Montereale, 1537 – Rieti, 13 giugno 1612) è stato un vescovo cattolico italiano.

## Biografia
Nacque nel 1537 a Montereale (L'Aquila). Giovanissimo entrò nell'Ordine dei frati minori conventuali.
Insigne teologo e maestro di Sacra Teologia, fu consacrato nel 1589 vescovo dal cardinale Girolamo Della Rovere nella basilica dei Santi XII Apostoli e destinato alla sede di Ruvo di Puglia. Entrato in diocesi il 3 luglio 1589, del suo episcopato pugliese permangono le relazioni delle quattro visite ad limina, sullo stato del clero, l’indizione del sinodo diocesano e la descrizione della cattedrale di Ruvo provvista di dodici altari.

### Vescovo di Rieti
Il 31 maggio 1604 diventò vescovo di Rieti.
Dopo il suo ingresso in diocesi, si adoperò per il decoro delle chiese reatine e nel 1605 fece collocare nella chiesa di Santa Scolastica la tela raffigurante il Martirio di Sant’Andrea, proveniente dalla diruta chiesa di Sant’Andrea in Campo Reatino e documentata negli atti della visita pastorale.
Nel 1606 fra Gaspare Pasquali istituì la Venerabile Compagnia delle SS. Stimmate di San Francesco, a cui affidò l’incarico dell’assistenza ai moribondi e della sepoltura degli stessi in cattedrale. Colpisce la conformazione della compagnia che è costituita dallo stesso vescovo e da dodici membri scelti dal clero, in ricordo dei dodici apostoli e dei dodici compagni di San Francesco.
Attento alle buone condizioni degli edifici sacri, nel 1612 completò la facciata in pietra del santuario della Madonna delle Grotte in Antrodoco e fece porre sul portale, in stile barocco, il proprio stemma.
Il suo episcopato fu caratterizzato da un’assidua attività pastorale e da una scrupolosa amministrazione diocesana.
Gaspare Pasquali morì a Rieti il 13 giugno 1612 e fu seppellito nella sua chiesa cattedrale.

## Genealogia episcopale
La genealogia episcopale è:
- Cardinale Girolamo della Rovere
- Vescovo Gaspare Pasquali, O.F.M.Conv.